# Súlyemelés az 1972. évi nyári olimpiai játékokon
Az 1972. évi nyári olimpiai játékokon a súlyemelésben kilenc súlycsoportban avattak olimpiai bajnokot. Ezen az olimpián – a meglévő súlyhatárok megtartásával – két új súlycsoportot vezettek be, a légsúlyt és a szupernehézsúlyt.
A versenyzőknek három fogásnemben – nyomás, szakítás és lökés – kellett gyakorlatot bemutatniuk. Csak összetettben adtak ki érmet, a végső sorrendet az egyes gyakorlatok összesített eredményei adták.

## Éremtáblázat
A táblázatokban a rendező nemzet csapata eltérő háttérszínnel, az egyes számoszlopok legmagasabb értéke vagy értékei vastagítással kiemelve.
| Az 1972. évi nyári olimpiai játékok éremtáblázata súlyemelésben | Az 1972. évi nyári olimpiai játékok éremtáblázata súlyemelésben | Az 1972. évi nyári olimpiai játékok éremtáblázata súlyemelésben | Az 1972. évi nyári olimpiai játékok éremtáblázata súlyemelésben | Az 1972. évi nyári olimpiai játékok éremtáblázata súlyemelésben | Olimpia  |
| --------------------------------------------------------------- | --------------------------------------------------------------- | --------------------------------------------------------------- | --------------------------------------------------------------- | --------------------------------------------------------------- | -------- |
|                                                                 | Ország                                                          | Arany                                                           | Ezüst                                                           | Bronz                                                           | Összesen |
| 1.                                                              | Bulgária (BUL)                                                  | 3                                                               | 3                                                               | 0                                                               | 6        |
| 2.                                                              | Szovjetunió (URS)                                               | 3                                                               | 1                                                               | 1                                                               | 5        |
| 3.                                                              | Magyarország (HUN)                                              | 1                                                               | 1                                                               | 3                                                               | 5        |
| 4.                                                              | Lengyelország (POL)                                             | 1                                                               | 1                                                               | 1                                                               | 3        |
| 5.                                                              | Norvégia (NOR)                                                  | 1                                                               | 0                                                               | 0                                                               | 1        |
|                                                                 |                                                                 |                                                                 |                                                                 |                                                                 |          |
| 6.                                                              | Irán (IRI)                                                      | 0                                                               | 1                                                               | 0                                                               | 1        |
| 6.                                                              | Libanon (LIB)                                                   | 0                                                               | 1                                                               | 0                                                               | 1        |
| 6.                                                              | NSZK (FRG)                                                      | 0                                                               | 1                                                               | 0                                                               | 1        |
|                                                                 |                                                                 |                                                                 |                                                                 |                                                                 |          |
| 9.                                                              | NDK (GDR)                                                       | 0                                                               | 0                                                               | 2                                                               | 2        |
| 10.                                                             | Olaszország (ITA)                                               | 0                                                               | 0                                                               | 1                                                               | 1        |
| 10.                                                             | Svédország (SWE)                                                | 0                                                               | 0                                                               | 1                                                               | 1        |
|                                                                 |                                                                 |                                                                 |                                                                 |                                                                 |          |
| Összesen                                                        | Összesen                                                        | 9                                                               | 9                                                               | 9                                                               | 27       |

## Érmesek
| Az 1972. évi nyári olimpiai játékok érmesei súlyemelésben |                                                                        |                                                                      |                                                                         |
| Versenyszám                                               | Arany                                                                  | Ezüst                                                                | Bronz                                                                   |
| lepkesúly (52 kg-ig)                                      | Zygmunt Smalcerz · Lengyelország (POL) · (112,5+100,0+125,0=337,5 kg)  | Szűcs Lajos · Magyarország (HUN) · (107,5+95,0+127,5=330,0 kg)       | Holczreiter Sándor · Magyarország (HUN) · (112,5+92,5+122,5=327,5 kg)   |
| légsúly (56 kg-ig)                                        | Földi Imre · Magyarország (HUN) · (127,5+107,5+142,5=377,5 kg)         | Mohammad Nassiri · Irán (IRI) · (127,5+100,0+142,5=370,0 kg)         | Gennagyij Csetyin · Szovjetunió (URS) · (120,0+107,5+140,0=367,5 kg)    |
| pehelysúly (60 kg-ig)                                     | Norair Nurikjan · Bulgária (BUL) · (127,5+117,5+157,5=402,5 kg)        | Dito Sanidze · Szovjetunió (URS) · (127,5+120,0+152,5=400,0 kg)      | Benedek János · Magyarország (HUN) · (125,0+120,0+145,0=390,0 kg)       |
| könnyűsúly (67,5 kg-ig)                                   | Muharbij Kirzsinov · Szovjetunió (URS) · (147,5+135,0+177,5=460,0 kg)  | Mladen Kucsev · Bulgária (BUL) · (157,5+125,0+167,5=450,0 kg)        | Zbigniew Kaczmarek · Lengyelország (POL) · (145,0+125,0+167,5=437,5 kg) |
| váltósúly (75 kg-ig)                                      | Jordan Bikov · Bulgária (BUL) · (160,0+140,0+185,0=485,0 kg)           | Mohammed Tarabulsi · Libanon (LIB) · (160,0+140,0+172,5=472,5 kg)    | Anselmo Silvino · Olaszország (ITA) · (155,0+140,0+175,0=470,0 kg)      |
| középsúly (82,5 kg-ig)                                    | Leif Jenssen · Norvégia (NOR) · (172,5+150,0+185,0=507,5 kg)           | Norbert Ozimek · Lengyelország (POL) · (165,0+145,0+187,5=497,5 kg)  | Horváth György · Magyarország (HUN) · (160,0+142,5+192,5=495,0 kg)      |
| félnehézsúly (90 kg-ig)                                   | Andon Nikolov · Bulgária (BUL) · (180,0+155,0+190,0=525,0 kg)          | Atanasz Sopov · Bulgária (BUL) · (180,0+145,0+192,5=517,5 kg)        | Hans Bettembourg · Svédország (SWE) · (182,5+145,0+185,0=512,5 kg)      |
| nehézsúly (110 kg-ig)                                     | Jaan Talts · Szovjetunió (URS) · (210,0+165,0+205,0=580 kg)            | Alekszandar Krajcsev · Bulgária (BUL) · (197,5+162,5+202,5=562,5 kg) | Stefan Grützner · NDK (GDR) · (185,0+162,5+207,5=555,0 kg)              |
| ólomsúly (110 kg-tól)                                     | Vaszilij Alekszejev · Szovjetunió (URS) · (235,0+175,0+230,0=640,0 kg) | Rudolf Mang · NSZK (FRG) · (225,0+170,0+215,0=610,0 kg)              | Gerd Bonk · NDK (GDR) · (200,0+155,0+217,5=572,5 kg)                    |

## Magyar részvétel
Az olimpián kilenc súlyemelő képviselte Magyarországot, akik összesen 
- egy első,
- egy második,
- három harmadik és
- három hatodik

helyezést értek el, és ezzel huszonhét olimpiai pontot szereztek. Ez tizennégy ponttal több, mint a magyar súlyemelők előző, 1968. évi olimpián elért eredménye. Az egyes súlycsoportokban a következő magyar súlyemelők indultak (a sportoló neve után zárójelben az elért helyezés):
| Magyar súlyemelők az 1972. évi nyári olimpiai játékokon |                                                     |
| Súlycsoport                                             | Magyar súlyemelő                                    |
| lepkesúly (52 kg-ig)                                    | Holczreiter Sándor (3.) (112,5+92,5+122,5=327,5 kg) |
| lepkesúly (52 kg-ig)                                    | Szűcs Lajos (2.) (107,5+95,0+127,5=330,0 kg)        |
| légsúly (56 kg-ig)                                      | Földi Imre (1.) (127,5+107,5+142,5=377,5 kg)        |
| pehelysúly (60 kg-ig)                                   | Benedek János (3.) (125,0+120,0+145,0=390,0 kg)     |
| könnyűsúly (67,5 kg-ig)                                 | ifj. Ambrózi Jenő (6.) (142,5+120,0+165,0=427,5 kg) |
| váltósúly (75 kg-ig)                                    | Stark András (7.) (152,5+137,5+170,0=460,0 kg)      |
| váltósúly (75 kg-ig)                                    | Szarvas Gábor (150,0+135,0+175,0=460,0 kg)          |
| középsúly (82,5 kg-ig)                                  | Horváth György (3.) (160,0+142,5+192,5=495,0 kg)    |
| félnehézsúly (90 kg-ig)                                 | Nem indult magyar súlyemelő                         |
| nehézsúly (110 kg-ig)                                   | Hanzlik János (6.) (190,0+157,5+195,0=542,5 kg)     |
| ólomsúly (110 kg-tól)                                   | Nem indult magyar súlyemelő                         |